# Harry Haslam
Harry Eustace Haslam (Aston, Birmingham, West Midlands, 7 de febrer de 1883 - Londres, 7 de febrer de 1955) va ser un jugador d'hoquei sobre herba anglès que va competir a començaments del segle xx.
El 1920 va prendre part en els Jocs Olímpics d'Anvers, on va guanyar la medalla d'or com a membre de l'equip britànic en la competició d'hoquei sobre herba.